# Foroys
Foroys. Zshurnal far literatur teatr un kultur war eine jiddische Kulturzeitschrift in Warschau von 1937 bis 1939.

## Geschichte
Am 10. Februar 1937 erschien die erste Ausgabe der Zeitschrift Foroys. Herausgeber war der Allgemeine Jüdische Arbeiterbund in Polen. Sie berichtete über Literatur, Theater, Kunst und weitere Themen.
Zu den Autoren gehörten Nachman Blumental und Hersz Fenster.
Am 18. August 1939 erschien die letzte Ausgabe. Anfang September besetzte die deutsche Wehrmacht das Land.